# Srí Lanka-i polgárháború
A Srí Lanka-i polgárháború háborús konfliktus volt Srí Lanka (korábbi nevén Ceylon) szigetén 1983-2009 között. A polgárháború 1983. július 23-án kezdődött a colombói kormány és a Tamil Ílam Felszabadító Tigrisei (angolul: Liberation Tigers of Tamil Eelam (LTTE)) között. A szeparatista szervezet elsősorban egy független tamil állam létrehozásáért küzdött a sziget északkeleti részén, de csekély részben vallási okokra is visszavezethető a konfliktus. 2009. május 17-én befejeződött a háború a tamil lázadók fegyverszünet-kérvényével.

## Előzménye
Az India melletti szigeten többször kötöttek már fegyverszünetet, de mindig kiújult a polgárháború. Srí Lanka lakossága 21 millió főt számlál, ennek 75%-a a buddhista szingaléz etnikum része. A sziget északi és nyugati részén ellenben a tamilok laknak túlnyomó részt. A tamil lakosság szerette volna a függetlenségét kivívni a szigeten Tamil Ílam néven. Az 1972-ben megalakult LTTE-re sokan mint terrorista szervezetre tekintenek.

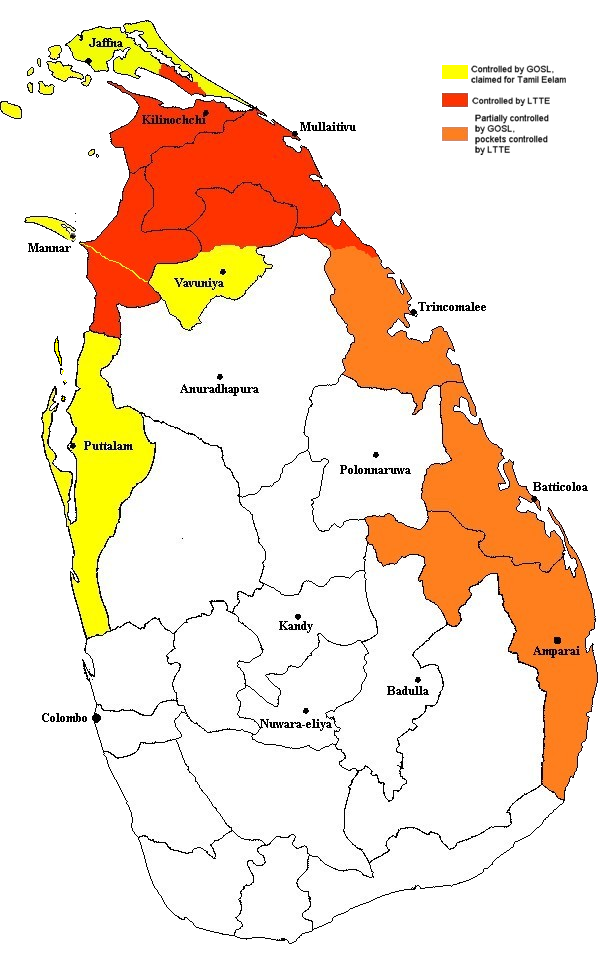
„Tamil Ílam“. Vörös: LTTE által birtokolt terület; sárga: Colombo-kormány ellenőrzése alatt. 2005 decemberi állapot szerint

## Története
Részben India hatalmi helyzete miatt, részben az indiai hinduk a tamilokkal való etnikai hasonlósága miatt alakult ki a polgárháború Srí Lankán. 1987-ben az újdelhi és a colombói kormány között megállapodás is született, miszerint saját önkormányzatot alapíthatnak az északon élő tamilok. India békefenntartókról is gondoskodott. A Tamil Ílam Felszabadító Tigrisei elutasították az együttműködést és az indiaiakat támadták. 1990-ben távoztak a békefenntartók, a helyzet egyre romlott. Ezt tetézte, hogy Radzsiv Gandhi volt indiai miniszterelnök ellen merényletet követtek el. A Tamil Ílam Felszabadító Tigrisei nyilvánosan kértek elnézést a történtekért.
Norvég segítséggel tűzszünetet kötött egymással a két fél, mely ugyan 2008-ban járt le, a helyzet 2005-ben a tűzszünet ellenére újra megromlott. 2005-ben az új Srí Lanka-i elnök Mahinda Radzsapaksze lett. Mandátuma alatt a konfliktus elmélyült. 2008 januárjában a kormány felmondta  a tűzszünetet. Ezt követően magas beosztású minisztereket gyilkoltak meg. Pokolgépes robbantás következtében halt meg a nemzetépítési miniszter (D.M. Dassanayake, Gampaha városában), és a közlekedési miniszter is (Jeyaraj Fernandopulle). A csapásokat tetézte a 2004. decemberi szökőár, melyben 30 000 ember halt meg Srí Lanka szigetén.
Az Amerikai Egyesült Államok, Japán, az Európai Unió és Norvégia békéltető szándékkal próbált közvetíteni a felek között. A Vatikáni Rádióban Mario Zenari érsek szólt fel a Srí Lanka-i béke érdekében.

## A háború vége
Srí Lanka-i kommandósok megölték a tamil lázadószervezet politikai szárnyának vezetőjét és két másik lázadóvezért 2009. május 17-18-ára virradó éjszaka. Ebben az akcióban halt meg Velupillai Prabhakaran is. Ezzel a Honvédelmi minisztérium közlése szerint véget ért a háború.

## Külső hivatkozások
- Harminckét áldozat a kiújult Srí Lanka-i harcokban[halott link] Index-cikk, 2008. július 4.
- Újabb neves áldozat a tamil polgárháborúban: egy miniszter Kitekintő, 2008. április 7.
- A sri lankai nuncius felhívása a párbeszédre a kormány és a tamil lázadók között[halott link] 2008. április 28.
- Befejeződött a háború Srí-Lankán